# Bahnhof Magenta (Frankreich)
Der Bahnhof Magenta ist ein Bahnhof im 10. Arrondissement in Paris, der Teil des Schnellbahnnetzes Réseau express régional d’Île-de-France (RER) ist. Der Tunnelbahnhof befindet sich zwischen dem Gare du Nord und dem Gare de l’Est. Er wurde im Jahre 1997 fertiggestellt, jedoch erst 1999 zwei Tage vor der Inbetriebnahme der Linie RER E eröffnet.
Am Bahnhof bestehen Umsteigemöglichkeiten zum RER B und D am Gare du Nord sowie zu den Linien 4 und 5 der Métro am gleichnamigen U-Bahnhof. Am Gare du Nord verkehren außerdem noch die Fernverkehrszüge TGV, Thalys und Eurostar und die Nahverkehrszüge der Linien H und K des Transilien-Netzes. Zudem ist die Metrostation La Chapelle an der Linie 2 an die Station angebunden.
Der Bahnhof ist nach dem in der Nähe liegenden Boulevard de Magenta benannt, der wiederum von Napoleon III. zur Erinnerung an die Schlacht von Magenta benannt wurde.

## Aufbau

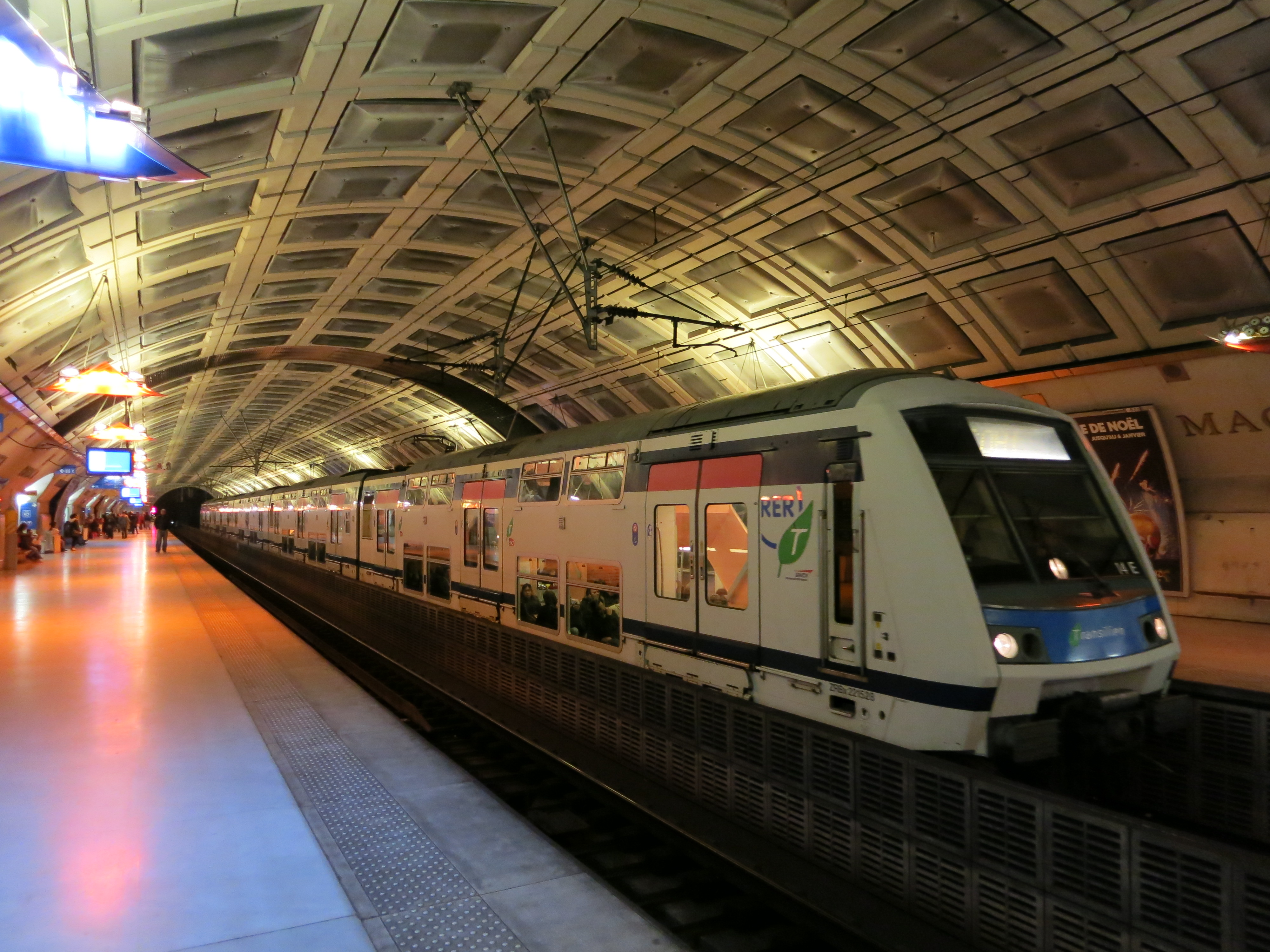
Zuggarnitur des RER E im Bahnhof Magenta (2014)

Die Bahnsteige befinden sich in 30 Meter Tiefe, im neunten Untergeschoss eines Gebäudes, welches unterhalb der bestehenden Bebauung errichtet wurde. Die Bahnsteighalle ist geräumig und erheblich höher als z. B. bei den Métrostationen. Die Bahnanlage besitzt drei Zugänge: zwei vom Gare du Nord (Fernverkehr und Transilien bzw. vom RER-Bahnhof); der dritte beginnt in der Rue de l’Aqueduc in Nähe der Rue d’Alsace, dem Hauptverbindungsweg für Fußgänger zwischen den Bahnhöfen Gare de l’Est und Gare du Nord.
Zur Belüftung der Anlage mussten große Lüftungstürme errichtet werden, welche in die bestehende oberirdische Bebauung eingepasst wurden. Eines dieser Gebäude steht in der Rue du Faubourg-Saint-Denis und zeigt als Trompe-l’œil-Gebäude ein Haus mit aufgemalten Fenstern.

## Zugbetrieb
Die Station besitzt vier Gleise, welche in Kontinuität zum benachbarten Gare du Nord die Nummern 51 bis 54 tragen und über zwei Mittelbahnsteige erreichbar sind. Zwei Gleise sind den Zügen in Richtung Endstation Haussmann – Saint-Lazare vorbehalten, die beiden anderen werden von den stadtauswärts fahrenden Zügen benützt. Da am Endbahnhof Haussmann – Saint-Lazare nur maximal 16 Züge pro Stunde abgefertigt werden können, enden zu den Hauptverkehrszeiten einzelne Züge bereits in Magenta.